# هيستان
هيستان هي قرية في مقاطعة أصفهان، إيران. عدد سكان هذه القرية هو 440 في سنة 2006.